# Wienerschnitzel
Wienerschnitzel est une chaîne américaine de restauration rapide fondée en 1961 (sous le nom de Der Wienerschnitzel) qui se spécialise dans les hot-dogs, également connue sous le nom de World's La plus grande chaîne de hot-dogs. Les emplacements de Wienerschnitzel se trouvent principalement en Californie et Texas, bien que d'autres se trouvent en Arizona, Colorado, Illinois, Louisiane, Nouveau-Mexique, Nevada, Utah, et Washington. En dehors des 50 États, il existe un magasin situé à Guam et un à Panama.